# Liparetrus kreuslerae
Liparetrus kreuslerae är en skalbaggsart som beskrevs av Macleay 1886. Liparetrus kreuslerae ingår i släktet Liparetrus och familjen Melolonthidae. Inga underarter finns listade i Catalogue of Life.